# Фэн Дао
Фэн Дао (кит. 馮道; 882 — 21 мая 954), второе имя — Кедао (可道) — китайский государственный деятель. Занимал пост цзайсяна (премьер-министра) при династиях поздняя Тан, поздняя Цзинь, поздняя Хань и поздняя Чжоу. В 932—953 годах предпринял в г. Лояне первое ксилографическое издание конфуцианского канона. Был объявлен конфуцианцами изобретателем книгопечатания. В действительности книгопечатание было известно в западных областях Китая — Дуньхуане и государстве Шу (пров. Сычуань) с IX века. Полагают, что он видел ксилографы, привезенные из Сычуани. Это натолкнуло его на мысль о печатании. Издание способствовало дальнейшему распространению книгопечатания по всему Китаю.